# Emmanuel Berchmans Devlin
Pour les articles homonymes, voir Devlin.
Emmanuel Berchmans Devlin (24 décembre 1872-30 août 1921) est un avocat et homme politique fédéral du Québec.
Avocat, il est député de 1906 à sa mort, et membre du Conseil privé de la Reine pour le Canada.

## Biographie
Né à Aylmer dans la région des Outaouais, M. Devlin étudie au Collège Sainte-Marie de Montréal et au Mount St. Mary's College situé dans le Derbyshire en Angleterre. Il reçut également un Baccalauréat en arts et Baccalauréat en droit de l'Université McGill et une Maîtrise en arts à l'Université Laval de Québec. Il a été nommé au Barreau du Québec en 1895. Il pratiqua ensuite le droit à Montréal jusqu'en 1901, année où il s'installa à Hull. Il servit aussi comme solliciteur dans le Comté de Wright.
Il est élu député du Parti libéral du Canada dans la circonscription fédérale de Wright lors d'une élection partielle déclenchée après la décision de Wilfrid Laurier de représenter la circonscription de Québec-Est en 1905. Il devint par ailleurs membre du Conseil du Roi en 1906. Réélu député en 1908, 1911 et en 1917, il est mort en fonction à Montréal en 1921.
Il a épousé en 1907 Cécile Masson, fille de Louis-Rodrigue Masson, président du Conseil privé de la Reine pour le Canada, lieutenant-gouverneur du Québec, et petite-fille de Joseph Masson.
Son frère, Charles Ramsay Devlin, est député fédéral du Comté d'Ottawa, de Nicolet et de Wright ainsi que député provincial québécois de Nicolet et de Témiscamingue. 